# باول فور
باول فور (بالفرنسية: Paul Faure)‏ هو عالم إنسان فرنسي، ولد في 1916 في باريس في فرنسا، وتوفي في 13 يوليو 2007.